# جینهو
جینهو (به لاتین: Jinhu, Kinmen) یک سکونتگاه مسکونی در تایوان است که در کینمن، در تنگه تایوان واقع شده‌است.

## خصوصیات
جینهو ۴۱٫۶۹۶۰ کیلومترمربع مساحت و ۲۷٬۳۶۸ نفر جمعیت دارد.